# Percy Ernst Schramm
Percy Ernst Schramm (n. 14 octombrie 1894, Hamburg, Imperiul German – d. 12 noiembrie 1970, Göttingen, RFG) a fost un istoric german al simbolurilor și ritualurilor politice medievale. Cercetările sale s-au axat în principal pe ideologia statului medieval, cu accent pe modalitatea în care cei care au condus Sfântul Imperiu Roman din evul mediu și-au reprezentat autoritatea prin imagini și rituri. Opera sa este considerată drept crucială și în ceea ce privește istoria artei și teoria politică și demonstrează importanța simbolurilor, ceremoniei liturgice, a gesticii și imaginilor ca surse critice pentru istoria politică. O lungă perioadă de timp, între 1929 și 1963, a fost profesor la Universitatea din Göttingen. De asemenea, Schramm este cunoscut și ca diaristul oficial al armatei germane în timpul celui de al Doilea Război Mondial și ca martor cheie în Procesele de la Nürnberg.

## Opere
- Die zeitgenössischen Bildnisse Karls des Grossen, Leipzig, 1928.
- Die deutschen Kaiser und Könige in Bildern ihrer Zeit, 751-1190, Berlin, 1928.
- Kaiser, Rom und Renovatio, Leipzig, 1930.
- Geschichte des englischen Königtums im Lichte der Krönung, Weimar, 1937 (tradusă în limba engleză ca A History of the English Coronation, Oxford, 1937).
- Der König von Frankreich: das Wesen der Monarchie vom 9. zum 16. Jahrhundert, Darmstadt, 1939.
- (în colaborare) Herrschaftszeichen und Staatssymbolik: Beiträge zu ihrer Geschichte vom dritten bis zum sechzehnten Jahrhundert, Stuttgart, 1954-1978.
- Hitler als militärischer Führer. Erkenntnisse und Erfahrungen aus dem Kriegstagebuch des Oberkommandos der Wehrmacht. Frankfurt am Main / Bonn, 1962.
- (împreună cu Florentine Mütherich) Denkmale der deutschen Könige und Kaiser: ein Beitrag zur Herrschergeschichte, Munchen, 1962-1978.
- Kaiser, Könige und Päpste: Gesammelte Aufsätze zur Geschichte des Mittelalters, 4 volume în 5 părți, Stuttgart, 1968-1971.